# Kivijärvi (sjö i Finland, Kajanaland, lat 64,10, long 27,58)
Kivijärvi är en sjö i Finland. Den ligger i kommunen Kajana i landskapet Kajanaland, i den centrala delen av landet, 500 km norr om huvudstaden Helsingfors. Kivijärvi ligger 151,2 meter över havet. I omgivningarna runt Kivijärvi växer i huvudsak blandskog. Den är 1,2 meter djup. Arean är 71 hektar och strandlinjen är 5,15 kilometer lång. Sjön  ingår i Uleälvens huvudavrinningsområde. 